# Matići (Vrbovsko)
Matići su naselje u Hrvatskoj u sastavu Grada Vrbovskog. Nalaze se u Primorsko-goranskoj županiji.

## Zemljopis
Južno su Donji Vukšići, sjeverozapadno su Petrovići, sjeverno-sjeveroistočno su Donji Vučkovići, sjeveroistočno su Moravice i Carevići, jugoistočno su Gornji Vukšići.

## Stanovništvo
| broj stanovnika | 63    | 69    | 35    | 35    | 57    | 58    | 82    | 63    | 36    | 34    | 43    | 25    | 27    | 19    | 17    | 13    | 10    |
|                 | 1857. | 1869. | 1880. | 1890. | 1900. | 1910. | 1921. | 1931. | 1948. | 1953. | 1961. | 1971. | 1981. | 1991. | 2001. | 2011. | 2021. |